# 사그라다파밀리아 (칠레)
사그라다파밀리아(스페인어: Sagrada Familia)는 칠레 마울레 주 쿠리코 현의 코무나이다.